# 小行星11761
小行星11761（11761 Davidgill）是一颗绕太阳运转的小行星，为主小行星带小行星。该小行星于1960年9月发现。

## 轨道参数
小行星11761的轨道半长轴为455 392 333 km，3.0440664 UA，离心率为0.188。